# Жамбыл (Карасуский район)
Жамбыл (каз. Жамбыл) — село в Карасуском районе Костанайской области Казахстана. Административный центр и единственный населённый пункт Жамбылского сельского округа. Находится примерно в 44 км к северо-востоку от районного центра села Карасу. Код КАТО — 395241100.

## Население
В 1999 году население села составляло 555 человек (278 мужчин и 277 женщин). По данным переписи 2009 года, в селе проживало 568 человек (277 мужчин и 291 женщина).